# Eduardo Frei Montalva
Eduardo Nicanor Frei Montalva (ur. 11 stycznia 1911 w Santiago, zm. 22 stycznia 1982 tamże) – chilijski polityk, prezydent kraju, z wykształcenia prawnik.
Od 1949 senator, w 1957 (m.in. razem z Patricio Aylwinem) współtwórca Chrześcijańsko-Demokratycznej Partii Chile (hiszp. Partido Demócrata Cristiano de Chile). Kandydował w wyborach prezydenckich w 1952, 1958 i 1964 – prezydent w latach 1964-1970.
Działacz opozycji w okresie dyktatury generała Pinocheta.
Jego najstarszy syn, Eduardo Frei Ruiz-Tagle był prezydentem Chile w latach 1994-2000.